# Luiz Gustavo Dias
Luiz Gustavo Dias (Pindamonhangaba, 23 juli 1987) is een Braziliaans voetballer die doorgaans als defensieve middenvelder speelt. Hij verruilde Olympique Marseille in september 2019 voor Fenerbahçe. Luiz Gustavo debuteerde in 2011 in het Braziliaans voetbalelftal.

## Cluboverzicht
| Seizoen | Club                      | Competitie    | Weds | Goals |
| ------- | ------------------------- | ------------- | ---- | ----- |
| 2005/06 | SC Corinthians Paulista   | Série A       | 21   | 2     |
| 2006/07 | → Clube de Regatas Brasil | Série C       | 14   | 1     |
| 2007/08 | TSG 1899 Hoffenheim       | 2. Bundesliga | 27   | 0     |
| 2008/09 | TSG 1899 Hoffenheim       | Bundesliga    | 28   | 0     |
| 2009/10 | TSG 1899 Hoffenheim       | Bundesliga    | 27   | 0     |
| 2010/11 | TSG 1899 Hoffenheim       | Bundesliga    | 17   | 2     |
| 2010/11 | FC Bayern München         | Bundesliga    | 14   | 1     |
| 2011/12 | FC Bayern München         | Bundesliga    | 28   | 1     |
| 2012/13 | FC Bayern München         | Bundesliga    | 22   | 4     |
| 2013/14 | VfL Wolfsburg             | Bundesliga    | 29   | 4     |
| 2014/15 | VfL Wolfsburg             | Bundesliga    | 31   | 2     |
| 2015/16 | VfL Wolfsburg             | Bundesliga    | 22   | 1     |
| 2016/17 | VfL Wolfsburg             | Bundesliga    | 27   | 0     |
| 2017/18 | Olympique Marseille       | Ligue 1       | 34   | 5     |
| 2018/19 | Olympique Marseille       | Ligue 1       | 30   | 2     |
| 2019/20 | Olympique Marseille       | Ligue 1       | 3    | 0     |
| 2019/20 | Fenerbahçe                | Süper Lig     | 0    | 0     |
| Totaal  | Totaal                    | Totaal        | 374  | 25    |

## Interlandcarrière
Gustavo werd in de herfst van 2011 opgeroepen door toenmalig bondscoach Mano Menezes voor een vriendschappelijke interland tegen Duitsland. Hij maakte zijn debuut op 10 augustus in de 86e minuut. In 2013 werd hij opgenomen in de selectie voor de FIFA Confederations Cup, die werd gewonnen door in de finale Spanje met 3–0 te verslaan. Gustavo speelde in alle wedstrijden. Gustavo werd ook opgenomen in de selectie voor het WK in eigen land. Als middenvelder speelde hij naast Paulinho in de openingswedstrijd van het toernooi tegen Kroatië (3–1 winst). In zes van de zeven wedstrijden van Brazilië op het wereldkampioenschap kwam Gustavo in actie, waaronder ook de met 1–7 verloren halve finale tegen latere kampioen Duitsland en de troostfinale, die op 12 juli 2014 met 0–3 werd verloren van Nederland.
| Interlands van Luiz Gustavo Dias voor Brazilië | Interlands van Luiz Gustavo Dias voor Brazilië | Interlands van Luiz Gustavo Dias voor Brazilië | Interlands van Luiz Gustavo Dias voor Brazilië | Interlands van Luiz Gustavo Dias voor Brazilië | Interlands van Luiz Gustavo Dias voor Brazilië | Interlands van Luiz Gustavo Dias voor Brazilië |
| №                                              | Datum                                          | Wedstrijd                                      | Uitslag                                        | Soort wedstrijd                                | Doelpunten                                     | Assists                                        |
| Als speler bij FC Bayern München               | Als speler bij FC Bayern München               | Als speler bij FC Bayern München               | Als speler bij FC Bayern München               | Als speler bij FC Bayern München               | Als speler bij FC Bayern München               | Als speler bij FC Bayern München               |
| ---------------------------------------------- | ---------------------------------------------- | ---------------------------------------------- | ---------------------------------------------- | ---------------------------------------------- | ---------------------------------------------- | ---------------------------------------------- |
| 1.                                             | 10 augustus 2011                               | Duitsland – Brazilië                           | 3 – 2                                          | Vriendschappelijk                              | 0                                              | 0                                              |
| 2.                                             | 8 oktober 2011                                 | Costa Rica – Brazilië                          | 0 – 1                                          | Vriendschappelijk                              | 0                                              | 0                                              |
| 3.                                             | 21 maart 2013                                  | Italië – Brazilië                              | 2 – 2                                          | Vriendschappelijk                              | 0                                              | 0                                              |
| 4.                                             | 2 juni 2013                                    | Brazilië – Engeland                            | 2 – 2                                          | Vriendschappelijk                              | 0                                              | 0                                              |
| 5.                                             | 9 juni 2013                                    | Brazilië – Frankrijk                           | 3 – 0                                          | Vriendschappelijk                              | 0                                              | 0                                              |
| 6.                                             | 15 juni 2013                                   | Brazilië – Japan                               | 3 – 0                                          | Confederations Cup                             | 0                                              | 0                                              |
| 7.                                             | 19 juni 2013                                   | Brazilië – Mexico                              | 2 – 0                                          | Confederations Cup                             | 0                                              | 0                                              |
| 8.                                             | 22 juni 2013                                   | Italië – Brazilië                              | 2 – 4                                          | Confederations Cup                             | 0                                              | 0                                              |
| 9.                                             | 26 juni 2013                                   | Brazilië – Uruguay                             | 2 – 1                                          | Confederations Cup                             | 0                                              | 0                                              |
| 10.                                            | 30 juni 2013                                   | Brazilië – Spanje                              | 3 – 0                                          | Confederations Cup                             | 0                                              | 0                                              |
| 11.                                            | 14 augustus 2013                               | Zwitserland - Brazilië                         | 1 - 0                                          | Vriendschappelijk                              | 0                                              | 0                                              |
| Als speler bij VfL Wolfsburg                   |                                                |                                                |                                                |                                                |                                                |                                                |
| 12.                                            | 7 september 2013                               | Brazilië – Australië                           | 6 – 0                                          | Vriendschappelijk                              | 1                                              | 0                                              |
| 13.                                            | 10 september 2013                              | Brazilië – Portugal                            | 3 – 1                                          | Vriendschappelijk                              | 0                                              | 0                                              |
| 14.                                            | 12 oktober 2013                                | Zuid-Korea – Brazilië                          | 0 – 2                                          | Vriendschappelijk                              | 0                                              | 0                                              |
| 15.                                            | 17 november 2013                               | Honduras – Brazilië                            | 0 – 5                                          | Vriendschappelijk                              | 0                                              | 0                                              |
| 16.                                            | 20 november 2013                               | Brazilië – Chili                               | 2 – 1                                          | Vriendschappelijk                              | 0                                              | 0                                              |
| 17.                                            | 5 maart 2014                                   | Zuid-Afrika – Brazilië                         | 0 – 5                                          | Vriendschappelijk                              | 0                                              | 0                                              |
| 18.                                            | 3 juni 2014                                    | Brazilië – Panama                              | 4 – 0                                          | Vriendschappelijk                              | 1                                              | 0                                              |
| 19.                                            | 6 juni 2014                                    | Brazilië – Servië                              | 1 – 0                                          | Vriendschappelijk                              | 0                                              | 0                                              |
| 20.                                            | 12 juni 2014                                   | Brazilië – Kroatië                             | 3 – 1                                          | WK 2014                                        | 0                                              | 0                                              |
| 21.                                            | 17 juni 2014                                   | Brazilië – Mexico                              | 0 – 0                                          | WK 2014                                        | 0                                              | 0                                              |
| 22.                                            | 23 juni 2014                                   | Kameroen – Brazilië                            | 1 – 4                                          | WK 2014                                        | 0                                              | 0                                              |
| 23.                                            | 28 juni 2014                                   | Brazilië – Chili                               | 1 – 1 (3 – 2 n.s.)                             | WK 2014                                        | 0                                              | 0                                              |
| 24.                                            | 8 juli 2014                                    | Brazilië – Duitsland                           | 1 – 7                                          | WK 2014                                        | 0                                              | 0                                              |
| 25.                                            | 12 juli 2014                                   | Brazilië – Nederland                           | 0 – 3                                          | WK 2014                                        | 0                                              | 0                                              |
| 26.                                            | 5 september 2014                               | Brazilië – Colombia                            | 1 – 0                                          | Vriendschappelijk                              | 0                                              | 0                                              |
| 27.                                            | 9 september 2014                               | Brazilië – Ecuador                             | 1 – 0                                          | Vriendschappelijk                              | 0                                              | 0                                              |
| 28.                                            | 11 oktober 2014                                | Brazilië – Argentinië                          | 2 – 0                                          | Vriendschappelijk                              | 0                                              | 0                                              |
| 29.                                            | 14 oktober 2014                                | Brazilië – Japan                               | 4 – 0                                          | Vriendschappelijk                              | 0                                              | 0                                              |
| 30.                                            | 12 november 2014                               | Turkije – Brazilië                             | 0 – 4                                          | Vriendschappelijk                              | 0                                              | 0                                              |
| 31.                                            | 18 november 2014                               | Oostenrijk – Brazilië                          | 1 – 2                                          | Vriendschappelijk                              | 0                                              | 0                                              |
| 32.                                            | 26 maart 2015                                  | Frankrijk – Brazilië                           | 1 – 3                                          | Vriendschappelijk                              | 1                                              | 0                                              |
| 33.                                            | 5 september 2015                               | Brazilië – Costa Rica                          | 1 – 0                                          | Vriendschappelijk                              | 0                                              | 0                                              |
| 34.                                            | 8 september 2015                               | Verenigde Staten – Brazilië                    | 1 – 4                                          | Vriendschappelijk                              | 0                                              | 0                                              |
| 35.                                            | 8 oktober 2015                                 | Chili – Brazilië                               | 2 – 0                                          | Kwalificatie WK 2018                           | 0                                              | 0                                              |
| 36.                                            | 13 oktober 2015                                | Brazilië – Venezuela                           | 3 – 1                                          | Kwalificatie WK 2018                           | 0                                              | 1                                              |
| 37.                                            | 13 november 2015                               | Argentinië – Brazilië                          | 1 – 1                                          | Kwalificatie WK 2018                           | 0                                              | 0                                              |
| 38.                                            | 17 november 2015                               | Brazilië – Peru                                | 3 – 0                                          | Kwalificatie WK 2018                           | 0                                              | 0                                              |

Bijgewerkt op 9 maart 2016.

## Erelijst
| Competitie              |                |                |                |                |
| Competitie              | Aantal         | Jaren          |                |                |
| Bayern München          | Bayern München | Bayern München | Bayern München | Bayern München |
| ----------------------- | -------------- | -------------- | -------------- | -------------- |
| UEFA Champions League   | 1x             | 2012/13        |                |                |
| Kampioen Bundesliga     | 1x             | 2012/13        |                |                |
| DFB-Pokal               | 1x             | 2012/13        |                |                |
| Duitse supercup         | 1x             | 2012           |                |                |
| VFL Wolfsburg           |                |                |                |                |
| DFB-Pokal               | 1x             | 2014/15        |                |                |
| Brazilië                |                |                |                |                |
| FIFA Confederations Cup | 1x             | 2013           |                |                |